# ペローニ
ペローニ （イタリア語: Birra Peroni）はイタリア産のビール。同国でビールを製造する醸造会社。1846年にロンバルディア州のヴィジェーヴァノで創業され、2016年時点ではアサヒグループホールディングス社の傘下となりローマに本拠地を置く。
ペローニ社の主力商品はアルコール度数4.7%のペールラガー「ペローニ」と、度数5.1%のプレミアムラガー「ナストロ・アズーロ」である。「誰でも手軽に飲める」をコンセプトに低価格路線を採っているため、味もそれなりという批判もあるが、ピッツァのようなファーストフードには合うこともあって、イタリア国内のビール消費量ではトップクラスである。

## 歴史
ペローニ社は1846年にヴィジェーヴァノでフランチェスコ・ペローニによって設立された。社名は創業者一族の姓から取っている。1864年にはローマに支部工場を開設し、イタリア王室であるサヴォイア家御用達ビールとなった。
その後もペローニ社は成長を続け、1990年代までには世界で広く知られるブランドにまで成長した。
2005年、ペローニ社はロンドンに本拠地を置く大手ビールメーカーのSABミラー社に買収され、同社の傘下に入る。2016年にアサヒグループホールディングスに売却された。2017年以降は、欧州向けアサヒスーパードライの製造も行っている。2017年9月末よりパドヴァ工場で瓶と樽生の製造を開始し、2018年1月より英国とイタリアで販売開始している。さらに2020年6月上旬よりローマ工場で缶と瓶の生産を開始し、欧州各国向けのスーパードライをペローニ製に全面切り替えしている。

## 商品展開
ペローニブランドで販売される商品には、アルコール度数5.6%のペールラガー"Crystall"、6.6%のストロングラガー"Peroni Gran Riserva"、5%のペールラガー"Peroncino"、3.5%のペールラガー"Peroni Leggera"などがある。また、ペローニ社はブレシアで1829年に始まった"Wuhrer"のブランド名でも4.7%のペールラガーを出している。
そして主力商品となるのが"Nastro Azzurro(ナストロ・アズーロ)"と"Peroni(ペローニ)"の2つである。

### ナストロ・アズーロ

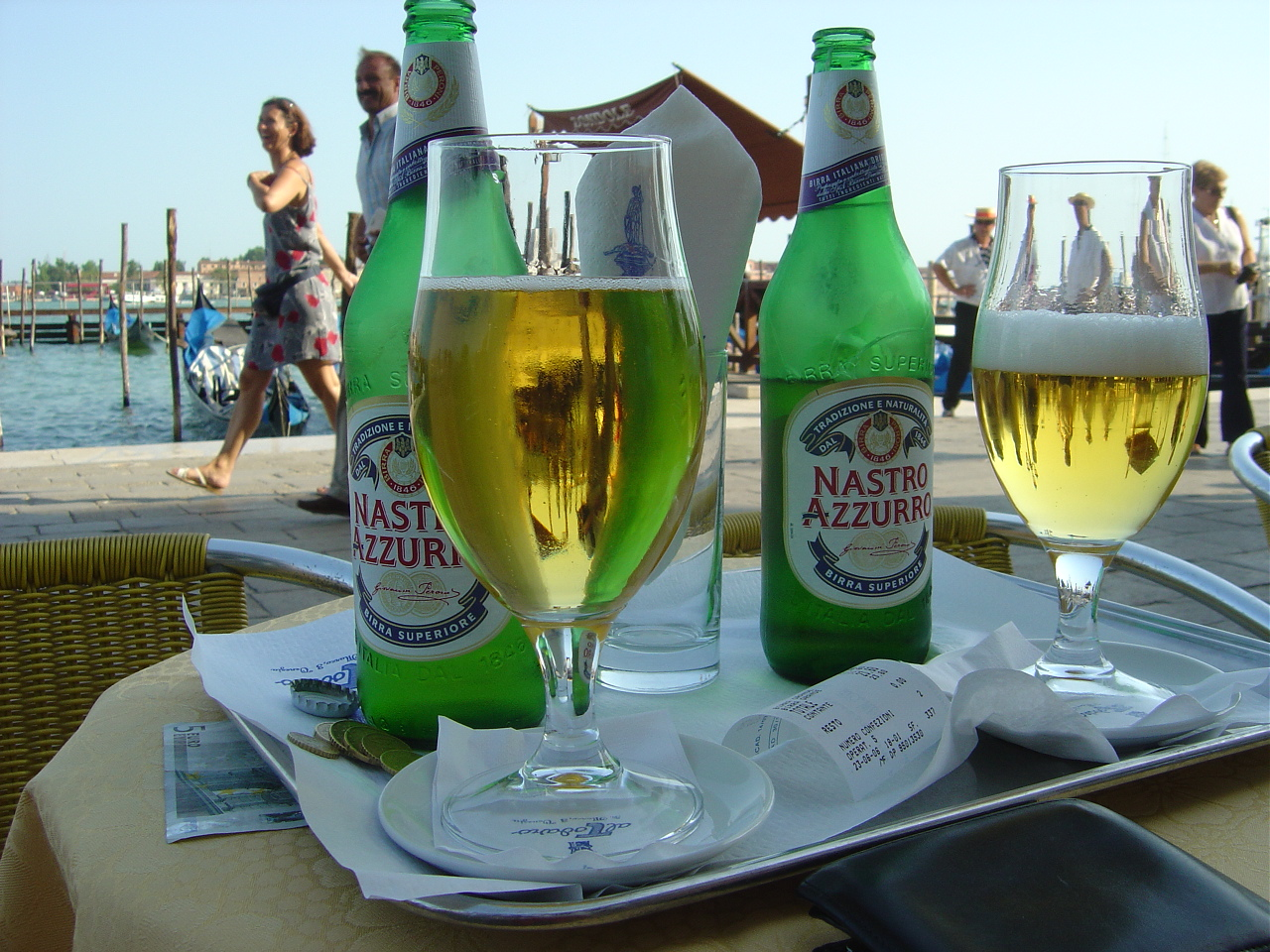
ナストロ・アズーロ(ヴェネツィア・サン・マルコ広場のサイドウォークカフェにて)

ナストロ・アズーロはアルコール度数5.1%のペールラガーである。ペローニ社のプレミアムラガーブランドとして1965年に販売が開始された。
「ナストロ・アズーロ」はイタリア語で「青いリボン」の意味で、1933年にイタリア船籍のオーシャン・ライナー、レックスがブルーリボン賞を獲得した栄誉を記念して名付けられた。
ナストロ・アズーロはMotoGPのライダー、バレンティーノ・ロッシのスポンサーとなっている。

### ペローニ
ペローニ社のオリジナル・ブランドである「ペローニ」は、アルコール度数4.7%のイタリアで最も売れているペールラガーである。1950年代から60年代にかけてペローニの名はイタリア半島に広まっていった。その後は海外展開にも力を入れ、現在ペローニは世界で最も有名で、最も消費されているイタリアビールとなった。